# Інгульський провулок (Київ)
Інгу́льський прову́лок — провулок у Голосіївському районі міста Києва, місцевість Добрий Шлях. Пролягає від вулиці Цимбалів Яр до Горяної вулиці. 

## Історія
Провулок виник у 80-ті роки XX століття під назвою Нова вулиця. Сучасна назва — з 1955 року, на честь ріки Інгул.